# 로르샤흐 (스위스)
로르샤흐(Rorschach)는 스위스 장크트갈렌주의 로르샤흐구에 있는 자치체이다. 보덴호(보덴제) 남쪽에 있다.

## 역사
로르샤흐는 850년에 Rorscachun으로 처음 언급되었다. 947년에 오토 1세는 장크트갈의 수도원장에게 로르샤흐에서 시장을 운영하고, 동전을 발행하고, 관세를 부과할 수 있는 권한을 부여했다.
1489-90년에 로르샤허 클로스터브루흐 또는 로르샤흐의 수도원이 파괴되면서 장크트갈렌 전쟁이 발발했다. 수십년에 걸친 장크트갈렌 시와의 갈등 끝에 1480년 후반에 울리히 뢰쉬 수도원장은 수도원을 장크트갈렌 시에서 로르샤흐로 옮길 계획을 세우기 시작했다. 이사함으로써 그는 도시의 독립과 갈등을 피하기를 희망했다. 또한 중요한 호수 교역로에 더 가까이 이동함으로써 로르샤흐를 주요 항구로 만들고 많은 세금을 거둘 수 있었다. 차례로 파른뷜러 시장과 시는 호수의 새로운 항구로 인해 무역이 장크트갈렌과 아펜첼을 우회하게 될 것을 두려워했다. 그런 다음 그들은 천을 팔기 위해 영주 주교의 항구를 통과해야 했다. 장크트갈렌 시와 아펜첼 시가 새 수도원을 반대했지만, 교황 식스토 4세의 승인과 프리드리히 3세 황제와의 오랜 협상 끝에 1487년 3월 21일 새 마리아베르그 수도원의 초석이 놓였다.
처음에 도시는 수도원장의 계획에 단순히 항의했지만 아무 소용이 없었을 때 그들은 수도원에 대한 공격을 계획하기 시작했다. 그들은 스위스 연방이 그들과 슈바벤 리그 사이의 긴장 때문에 개입하지 않을 것이라고 믿었다. 1489년 7월 28일, 1200명의 아펜첼러 그룹과 350명의 세인트 갈레너 그룹이 그루브(현재 에거스리트의 일부)에 모여 수도원으로 행진했다. 그들은 재빨리 성벽을 허물고 찾을 수 있는 모든 것을 불태웠다. 그들은 수도원장의 공급품을 마시고 잔치를 벌이며 밤을 보낸 후 집으로 돌아갔다. 공격으로 인해 수도원장은 이미 건설에 사용한 13,000굴덴과 가구 및 공급품에 3,000굴덴을 추가로 소모했다. 수도원의 가신시와 아펜첼의 행동을 지지했고 1489년 10월 21일 반군과 발트키르허 계약(Waldkircher Bund)에 서명했다.
수도원장은 다음 달을 구스위스 연방의 동맹국들로부터 지원을 받아 장크트갈렌과 아펜첼을 처벌하는 데 보냈다. 처음에 그는 거의 성공하지 못했다. 4개의 연합된 주(취리히, 루체른, 슈비츠, 글라루스)는 일반적으로 수도원장을 지원했지만, 나머지 남부 연합은 그렇지 않았다. 그러나 발트키르헤 분트의 생성은 연맹을 위협하는 것처럼 보였고 수도원장을 지원하기 위해 이동했다. 1490년 1월 24일, 남부 연합은 4개 주가 도시와 아펜첼을 공격하는 것을 허용했다. 연방의 군대에 맞서 발트키르허 와이탄은 각 그룹이 스스로를 방어할 준비를 하면서 해산되었다. 스위스군은 2월 11일 또는 12일에 장크트갈렌을 포위했고 2월 15일에 도시를 항복했다. 평화 조약은 와이탄을 해산하고 수도원장의 땅을 복구했으며 그가 마리아부르크 수도원을 재건할 수 있도록 허용했지만 장크트갈렌에 남아 있어야 했다. 마리아베르그 수도원은 1497년에 재건되어 1518년에 완공되었다. 그러나 그것은 단지 행정 중심지로서 장크트갈렌 수도원으로 사용되었고 나중에 학교가 되었다.

## 지리
로르샤흐의 면적은 2006년 기준으로 1.8k㎡이다. 이 면적 중 7.3%는 농업용으로 사용되고 1.7%는 산림이다. 나머지 토지 중 90.4%는 정착지(건물 또는 도로)이고 나머지(0.6%)는 불모지(강 또는 호수)이다.
시정촌은 로르샤흐 발크라이스의 수도이다. 콘스탄스 호수에 위치하며, 로르샤허베르그와 골다흐 시정촌과 접해 있다.

## 인구통계

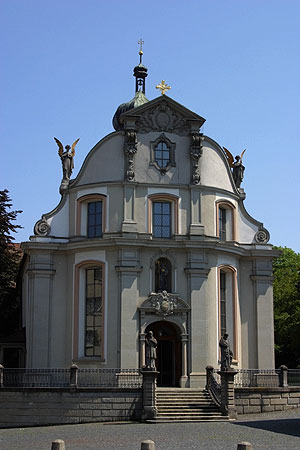
성 콜룸반의 바로크 양식 교회

로르샤흐의 인구(2020년 12월 31일 기준)는 9,646명이다. 2007년 기준으로 인구의 약 43.7%가 외국인으로 구성되어 있다. 외국인 인구(2000년 기준) 중 독일 156명, 이탈리아 747명, 유고슬라비아 1,353명, 오스트리아 103명, 터키 329명, 타국 740명이다. 지난 10년 동안 인구는 -5%의 비율로 감소했다. 인구의 대부분(2000년 기준)은 독일어(76.0%)를 사용하며, 이탈리아어가 두 번째로 많이 사용(5.3%)하고 세르비아-크로아티아어가 세 번째(4.4%)이다. 스위스 공용어(2000년 기준) 중 6,572명이 독일어, 38명이 프랑스어, 462명이 이탈리아어, 13명이 로만슈어를 사용한다.
2000년 현재 로르샤흐의 연령 분포는 다음과 같다. 885명(인구의 10.2%)이 0~9세이고 991명(11.5%)이 10~19세이다. 성인 인구 중 1,224명(인구의 14.2%)이 20~29세이다. 1,351명 또는 15.6%는 30세에서 39세 사이, 1,190명 또는 13.8%는 40세에서 49세 사이, 1,013명 또는 11.7%가 50세에서 59세 사이이다. 고령자 분포는 786명 또는 인구의 9.1%가 60세 사이이다. 69세는 751명(8.7%), 70~79세는 402명(4.6%), 80~89세는 4.6%, 90~99세는 54명(0.6%)이다.
2000년에는 1,848명(인구의 21.4%)이 개인 주택에 혼자 살고 있었다. 자녀가 없는 부부(기혼 또는 약혼)가 1,916명(또는 22.2%)이고 자녀가 있는 부부가 3,925명(또는 45.4%)이었다. 한부모 가정에 거주하는 사람은 555명(또는 6.4%)이었고, 한부모 또는 양부모와 함께 거주하는 성인 자녀가 42명, 친척으로 구성된 가구에 거주하는 사람이 38명, 혈연관계가 없는 사람 중 227명이 시설에 수용되어 있거나 다른 유형의 공동 주택에 거주하고 있다.
2007년 연방 선거에서 가장 인기 있는 정당은 26.1%의 득표율을 기록한 SVP였다. 다음으로 가장 인기 있는 세 정당은 SP (23.6%), CVP (22.9%), FDP (13.9%)였다.
로르샤흐에서는 인구의 약 55.3%(25-64세)가 필수가 아닌 고등 교육 또는 추가 고등 교육(대학 또는 응용학문대학)을 완료했다. 로르샤흐의 전체 인구 중 2000년 기준으로 2,313명(인구의 26.7%)이 이수한 최고 교육 수준은 초등교육, 2,915명(33.7%)이 중등교육, 704명(8.1%)이 졸업했다. 고등교육을 받았고 582명(6.7%)은 학교에 다니지 않는다. 나머지는 이 질문에 대답하지 않았다.
역사적 인구는 다음 표에 나와 있다.
| 년도 | 인구   |
| ---- | ------ |
| 1468 | ca 875 |
| 1850 | 1,751  |
| 1900 | 9,140  |
| 1950 | 11,325 |
| 2000 | 8,647  |

## 종교
2000년 인구조사에 따르면 4,033명(46.6%)이 로마 가톨릭 신자이고, 1,868명(21.6%)이 스위스 개혁 교회에 속해 있다. 나머지 인구 중 크리스찬 가톨릭 교회 신자는 9명(전체 인구의 약 0.10%), 정교회 신자는 407명(인구의 약 4.71%)이며, 다른 기독교 교회에 속한 187명(인구의 약 2.16%)이다. 1명의 유대인이 있고 1,106명(인구의 약 12.79%)이 이슬람교도이다. 인구조사에 등재되지 않은 다른 교회에 속한 68명의 개인(또는 인구의 약 0.79%), 교회에 속하지 않은 652명(또는 인구의 약 7.54%), 불가지론 또는 무신론자 및 316명의 개인(또는 인구의 약 3.65%)가 질문에 대답하지 않았다.

## 교통

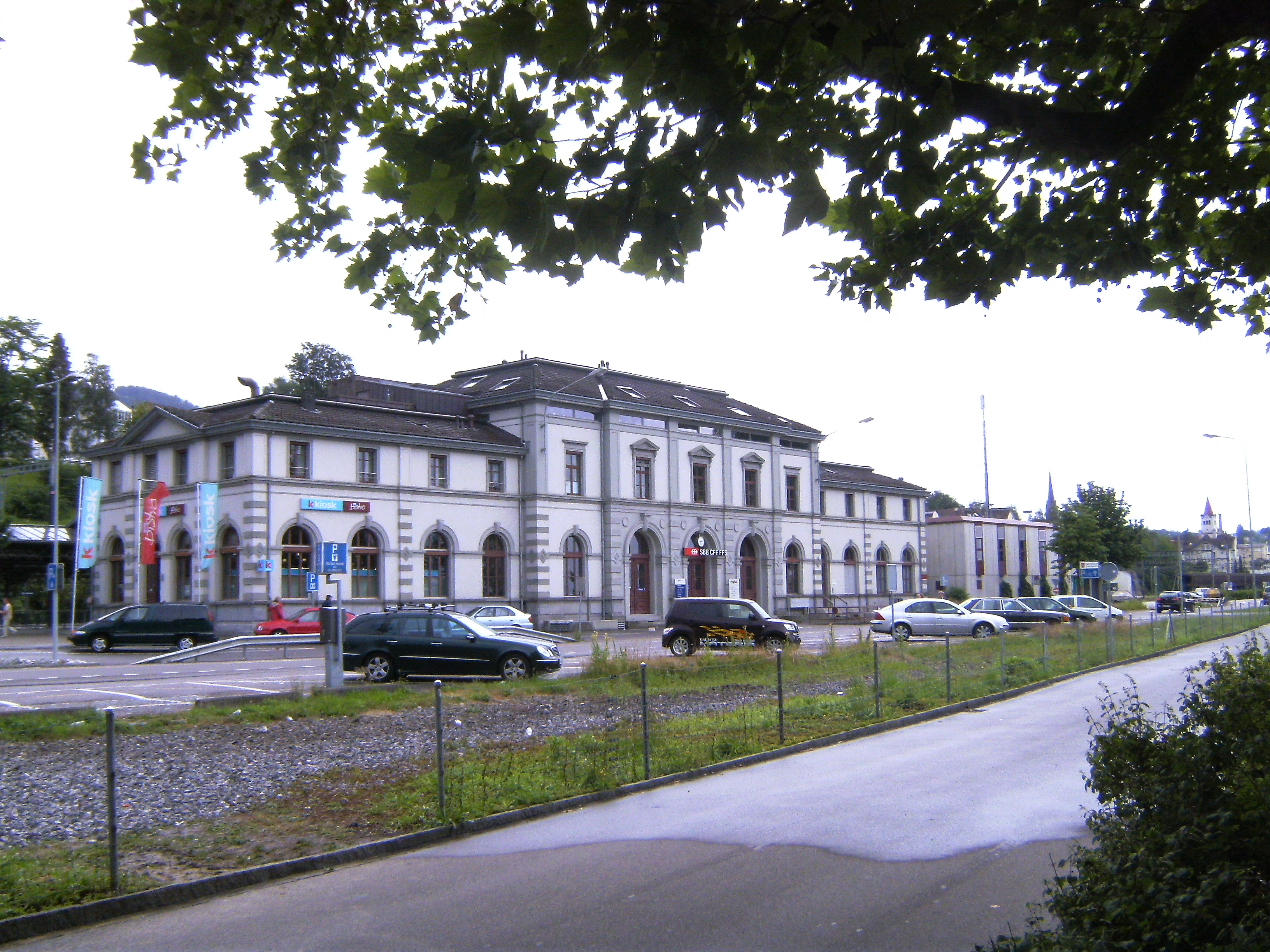
로르샤흐역

로르샤흐역의 기차 노선은 도시를 장크트갈렌, 장크트 마르그레텐 및 로만스호른으로 연결한다. 랙 철도인 로르샤흐-하이덴 철도는 하이덴(800m asl)으로 연결된다. 1856년에 이 역은 취리히 - 상트페테르부르크의 종점이 되었다. 갈렌 라인. 이전에는 기차 객차가 보덴 호수 위로 운송되었기 때문에 기차를 갈아타지 않고도 프랑크푸르트나 베를린에서 하이덴에 도달할 수 있었다.
A1 고속도로는 로르샤흐의 남쪽과 가깝지만, 마을에는 자체 교차로가 없다. 고속도로는 서쪽으로 장크트갈렌, 동쪽으로 장크트 마르그레텐으로 이어진다.
로르샤흐에는 여객선이 운항하는 항구도 있다. 이들은 호수의 스위스와 독일 쪽에 있는 인근 마을로 여행한다.
여러 하이킹 코스가 로르샤흐에서 시작하거나 끝난다. 여기에는 비아 야코니(Via Jacobi, St. James의 길 중 하나), 알펜파노라마베크(Alpenpanoramaweg)에서 제네바까지, 라인탈러 회헨베크에서 자르간스까지 포함된다.

## 경제
2007년 현재 로르샤흐의 실업률은 3.59%이다. 2005년 기준으로 1차 경제 부문에 30명이 고용되어 있고, 이 부문에 약 3개 기업이 참여하고 있다. 1,188명이 2차 부문에 고용되어 있고, 이 부문에 103개의 기업이 있다. 3,417명이 3차 부문에 고용되어 있으며, 이 부문에는 467개의 기업이 있다.
2009년 10월 현재 평균 실업률은 6.3%이다. 지방 자치 단체에는 558개의 기업이 있었고, 그중 107개는 경제의 2차 부문에 참여했고 451개는 3차 부문에 참여했다.
2000년 기준으로 1,878명의 거주자가 지방 자치 단체에서 일했고 2,486명의 거주자가 로르샤흐 외부에서 일했으며 4,218명이 직장으로 통근했다.

## 국가중요문화재
Hauptstrasse 58에 있는 이전 곡물 창고(Kornhaus)와 Seminarstrasse 27에 있는 이전 마리아베르크의 베네딕토회 수도원(현재 주립 사범대)는 국가적으로 중요한 스위스 유산으로 등록되어 있다.
시내에는 호수 산책로, 알텐라인의 항공 박물관, 장크트 안나, 바르텐제, 슐츠베르크 및 바르테크의 성이 있다.
또한, 로르샤흐의 전체 마을과 로르샤흐성 풍경/알터 라인(Alter Rhein), 라인 강 유역에 있는 여러 성들은 스위스 유산 목록의 일부로 지정되었다. 로르샤흐성 풍경은 베르크, 골다흐, 뫼르시빌, 라인네크, 로르샤허베르크, 장크트 마르그레텐, 슈타인나흐, 탈, 및 튀바흐 간에 공유된다.

### 갤러리

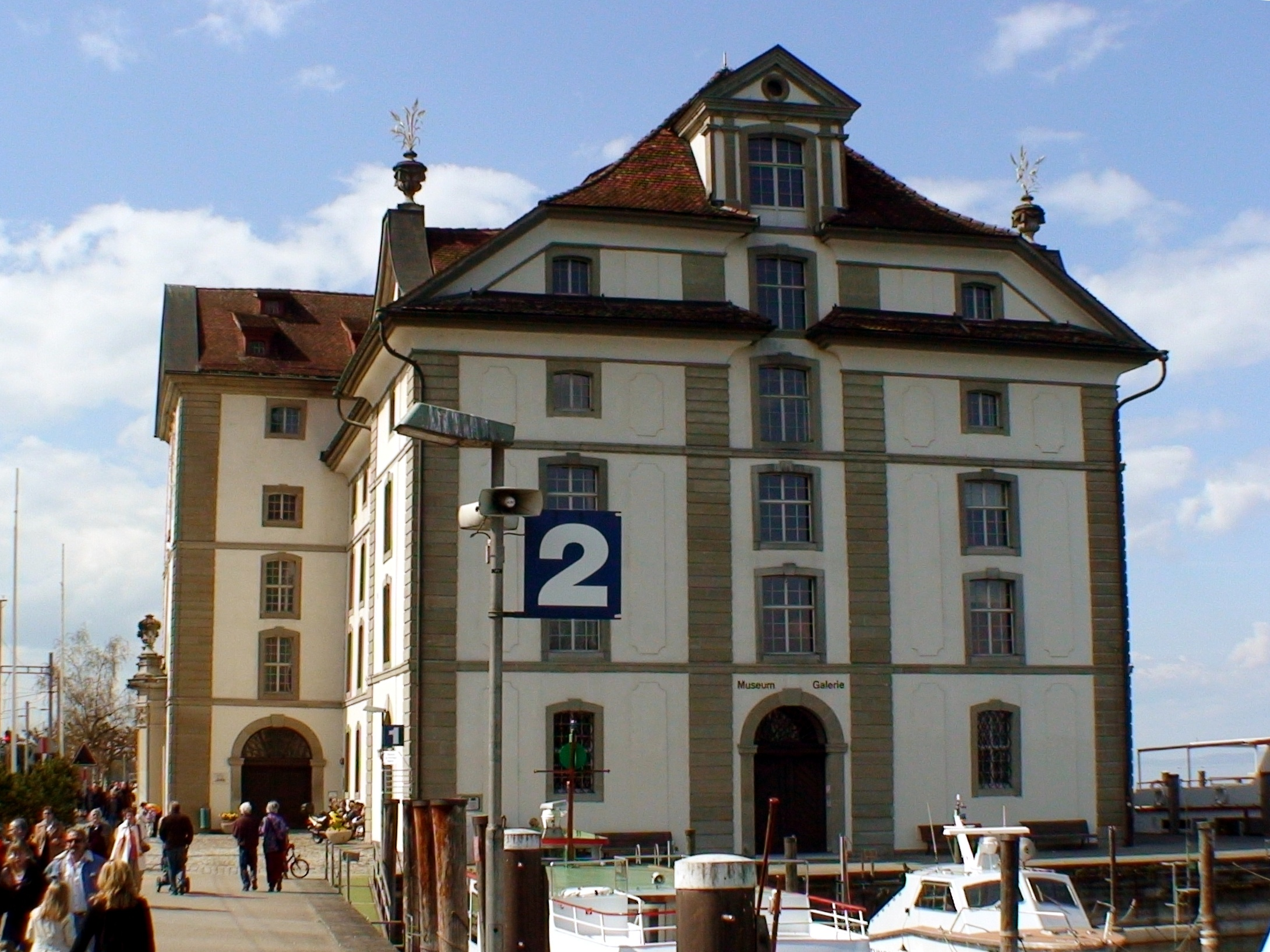
The Kornhaus (1749)
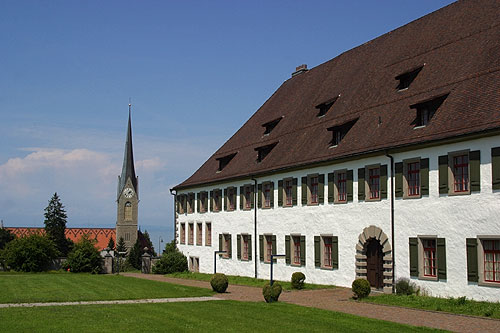
마리아베르크 수도원
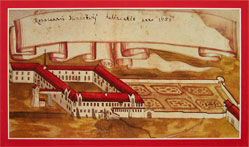
마리아베르크 수도원의 계획, 1689년
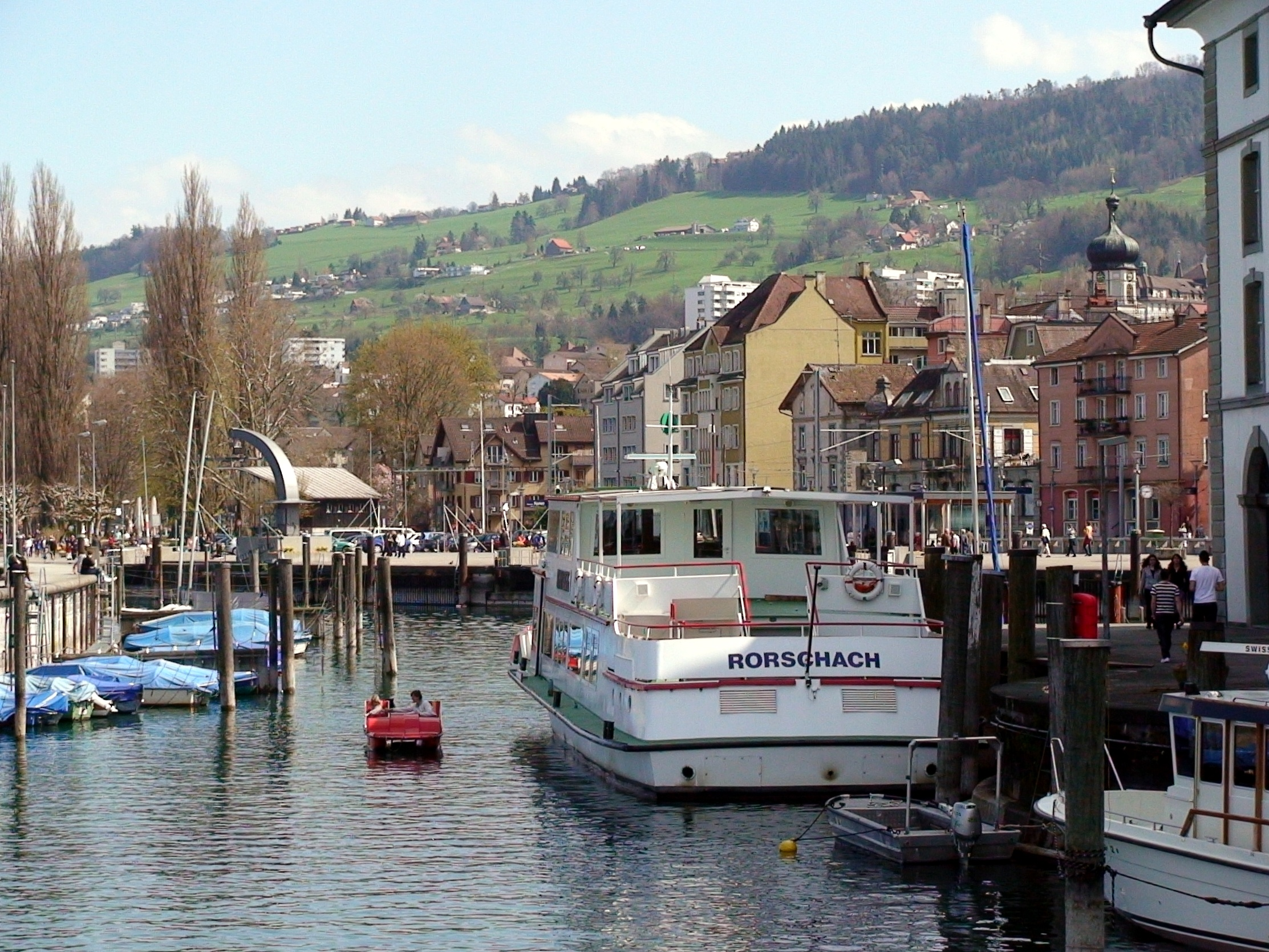
선착장
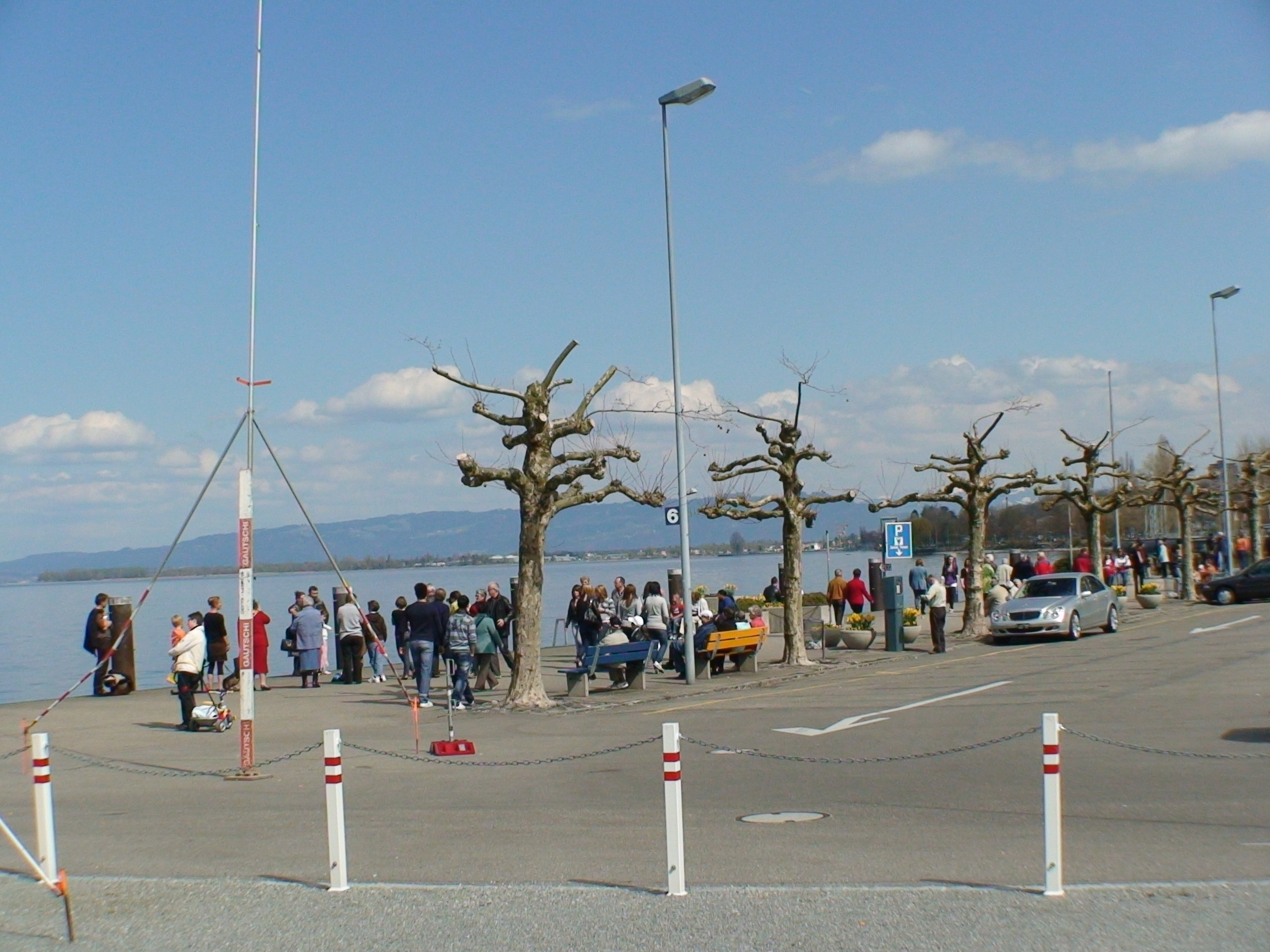
호숫가
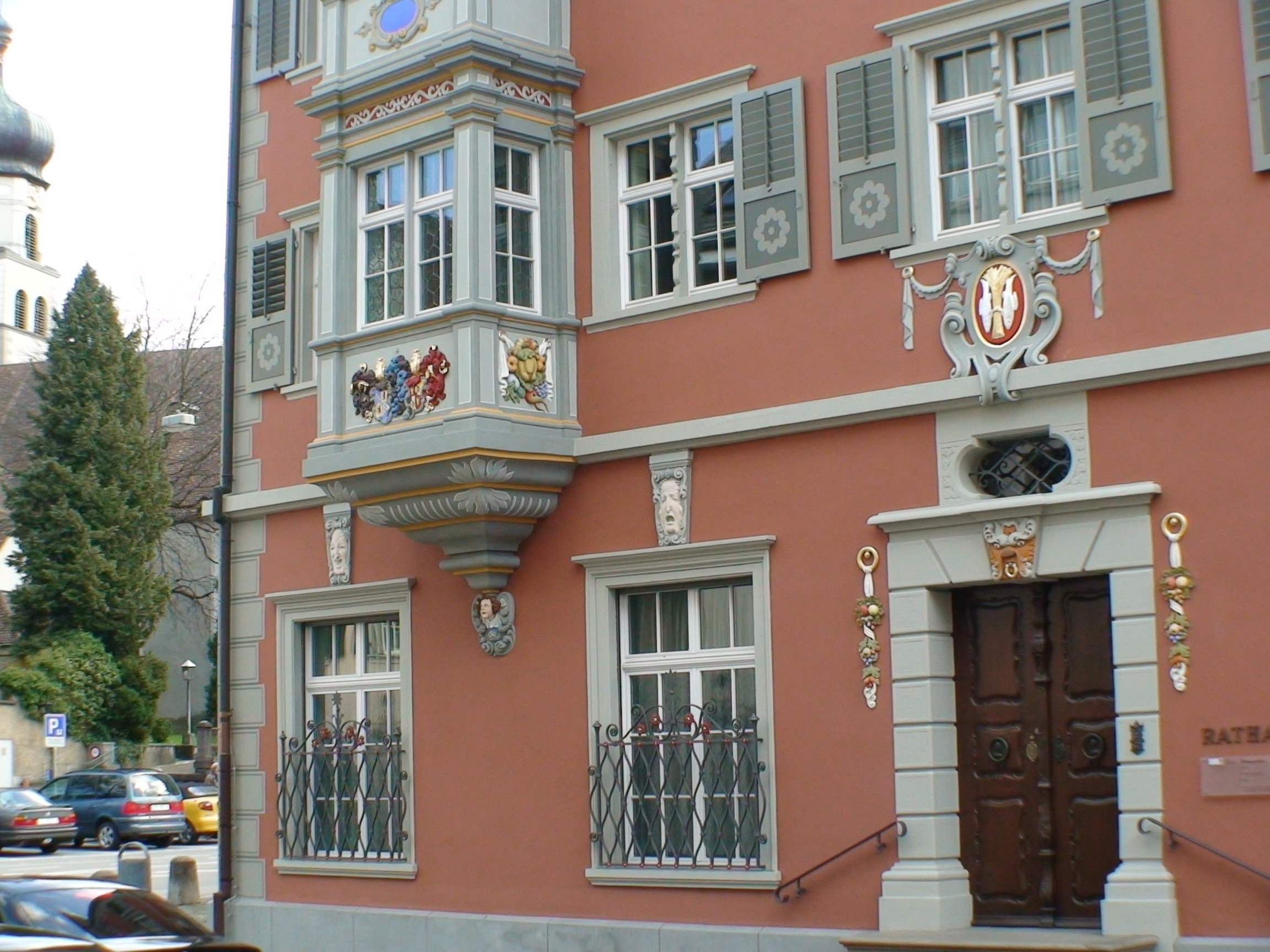
시청
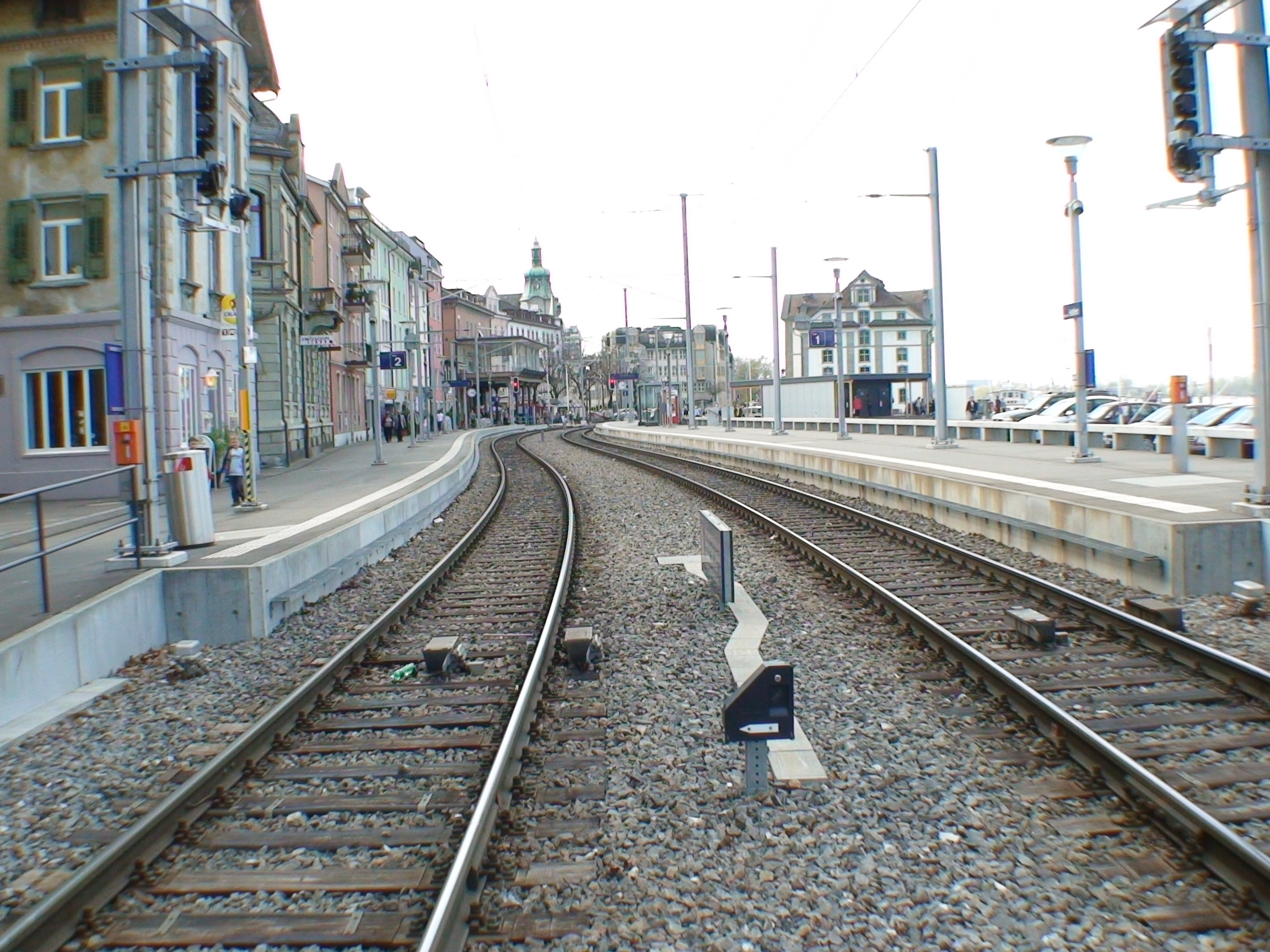
철로